# ألفرد باوم (راكب الكنو)
ألفرد باوم (بالألمانية: Alfred Baum)‏ هو راكب الكنو ألماني، ولد في 10 فبراير 1952 في Wickede ‏ في ألمانيا.

## وصلات خارجية
- ألفرد باوم على موقع أوليمبيديا (الإنجليزية)